# 雅各布森语言功能
罗曼·雅各布森定义了语言的六种功能，据此可以描述有效的口头交流行为。 雅各布森的这一工作受到了卡尔·布勒的器官模型的影响，他在其中添加了审美功能、交际功能和元语言功能。

## 口头沟通的六个组成要素
- 发话者：发出信息的一方。
- 消息：能用言语表达的信息。一个言语信息往往会有多种语言功能，言语消息的结构主要受其主导功能的影响。[2]
- 受话者：接受信息的一方。
- 语境
- 交际：沟通双方之间物理与心理上的联系。[2]
- 代码：沟通双方（即消息的编码方与解码方）共同掌握的一套编码。

## 语言的六大功能
- 指涉功能：对应于语境。描述一种情况、对象或心理状态。指涉功能的描述性陈述可以由明确描述和指示词组成，例句：“现在，秋叶都已经落下了。”
- 审美功能（诗性功能）：对应于消息这一要素，是消息本身的遣词用字与声调平仄——语言形式与发音等各个语言要素的组合——给人以美感的能力。最能体现这一功能的是诗歌，但雅各布森认为不能把对于诗性功能的研究局限在诗歌中，也不应该把诗歌的功能局限在诗性功能上。[2]
- 情绪功能：对应于发话者。感叹词的添加以及音调的变化是情绪功能的典型体现。这些变化不会改变话语的原本含义，但会添加有关发话者内部状态的信息。人们使用此功能来表达自己的感受。例句：“哇，风景真的好美啊！”
- 意动功能：表达对受话者的要求，可以体现在呼语和祈使语气中。例句：“汤姆！进来吃饭吧！”
- 交际功能：用于互动的语言，与交际相关联。 交际功能可以在日常问候和随意讨论中观察到，特别是在与陌生人的交谈中。它是打开、延长、关闭通信通道或验证通道是否畅通的钥匙。
- 元语言功能：对应于代码。语言用于讨论或描述自身的功能。字典中的词语释义体现了语言的元语言功能。语言学习过程中会广泛运用元语言功能。[3]